# Museu Municipal Dr. António Simões Saraiva
O Museu Municipal Dr. António Simões Saraiva localiza-se na Bobadela, concelho de Oliveira do Hospital. Criado em 16 de Abril de 2005, está instalado no edifício conhecido por "Casa dos Godinhos".
Integra obras de pintura e escultura, oleografias, gravuras e apontamentos etnográficos. Aqui é possível encontrar achados arqueológicos de origem romana originários da estação arqueológica da Bobadela.
O seu nome homenageia António Simões Saraiva, antigo presidente da Câmara Municipal de Oliveira do Hospital e dinamizador da criação do Museu.
Possui uma sala dedicada a Brás Garcia de Mascarenhas (1596-1656).